# Люцинув-Дужи
Люцинув-Дужи (пол. Lucynów Duży) — село в Польщі, у гміні Вишкув Вишковського повіту Мазовецького воєводства.
Населення — 466 осіб (2011).
У 1975-1998 роках село належало до Остроленцького воєводства.

## Демографія
Демографічна структура станом на 31 березня 2011 року:
|          | Загалом | Допрацездатний вік | Працездатний вік | Постпрацездатний вік |
| -------- | ------- | ------------------ | ---------------- | -------------------- |
| Чоловіки | 242     | 40                 | 182              | 20                   |
| Жінки    | 224     | 48                 | 133              | 43                   |
| Разом    | 466     | 88                 | 315              | 63                   |